# Eileen Soper
Eileen Alice Soper (* 26. März 1905 in Enfield; † 18. März 1990 in Hertford) war eine britische Radiererin und Illustratorin von Kinder- und Tierbüchern. Sie fertigte eine Vielzahl von Radierungen spielender Kinder sowie Illustrationen für andere Autoren wie z. B. für Enid Blyton und Elizabeth Gould, schrieb und illustrierte aber auch eigene Kinderbücher. Einige ihrer Kinder- und Tierzeichnungen wurden in den 1930er-Jahren für Porzellanbemalungen der China-Serien der Manufaktur Paragon China verwendet. In ihrem späteren Leben konzentrierte sie sich mehr auf das Schreiben und Illustrieren von Tierbüchern. Sie war Mitbegründerin der Society of Wildlife Artists (SWLA) und wurde 1972 Mitglied der Royal Society of Miniature Painters, Sculptors and Gravers (RMS).

## Frühe Jahre
Eileen Soper wurde 1905 in Enfield geboren und zog 1908 nach Harmer Green, Welwyn in Hertfordshire. Das Anwesen, das sie später Wildings nannte, wurde von ihrem Vater, dem Künstler George Soper, errichtet. Eileen und ihre ältere Schwester Eva Soper, ebenfalls eine Künstlerin, erbten das Haus 1942 nach dem Tod ihres Vaters und verbrachten dort den Rest ihres Lebens. Eileen besuchte die Hitchin Girls’ School und wurde vor allem von ihrem Vater künstlerisch geschult.

## Wirken
Nachdem sie drei Drucke bei der California Society of Printmakers ausgestellt hatte, zeigte sie bereits mit 15 Jahren ihr künstlerisches Talent mit zwei ihrer Radierungen an der Royal Academy of Arts in London. Es folgten etwa 180 Radierungen zum Thema „spielende Kinder“ in den 1930er-Jahren. Queen Mary kaufte zwei ihrer Radierungen, darunter im Jahr 1924 Flying Swings. Ihre Arbeiten waren beliebt und wurden in Großbritannien und den Vereinigten Staaten gern gezeigt.
Heute ist Eileen Soper vor allem wegen ihrer Zusammenarbeit mit der Kinderbuchautorin Enid Blyton bekannt, für die sie über einen Zeitraum von mehr als zwanzig Jahren sämtliche Bände ihrer Reihe Fünf Freunde (1942–1963) illustrierte. Enid Blyton äußerte sich gegenüber Noel Evans im Jahr 1949 über Soper wie folgt:

“I don't need to see roughs of any of her sketches. She and I have worked together so long now and I have always found her accurate and most dependable – in fact excellent in every way...”

„Ich muss keine Entwürfe irgendeiner ihrer Zeichnungen sehen. Sie und ich haben jetzt so lange zusammengearbeitet, und ich habe sie immer als akkurat und höchst zuverlässig erlebt –  tatsächlich exzellent auf jede Weise...“

In den 1940er-Jahren veröffentlichte Soper auch eigene Kinderbücher und einen Lyrikband, und in den 1950er-Jahren fertigte sie eine Vielzahl von Illustrationen von Wildtieren aus der Umgebung ihres Hauses in Welwyn an.

## Späte Jahre
Sowohl Eileen als auch Eva Soper lebten in Wildings bis ins hohe Alter zusammen, bis beide fast gleichzeitig erkrankten und im Jahre 1990 verstarben.

## Werke

### Publikationen

#### Kinderbücher
- Happy rabbit. Macmillan, London 1947.
- Dormouse awake. Macmillan, London 1948.
- Sail away shrew. Macmillan, London 1949.

#### Tierbücher
- When badgers wake. Routledge & Kegan Paul, London 1955.
- Wild encounters. Routledge & Kegan Paul, London 1957.
- Wanderers of the field. Routledge & Kegan Paul, London 1959.
- Wild favours. Hutchinson, London 1963.
- Muntjac. A study of these small elusive Asiatic deer which colonized an English garden. Longmans & Green, London 1969.

#### Poesie
- Songs on the wind. London 1948.

### Illustrationen in Werken
- Enid Blyton: Famous Five Series. (1942–63).
- Bridget Mackenzie: Six in a Caravan. Newnes, London 1945.
- Christine Chaundler: The golden years. Some verses for nurseries. Hale, London 1950.
- Phil Drabble: No badgers in my wood. Joseph, London 1979, ISBN 0-7181-1853-7.